# Liste d'organisations nationalistes
Cet article fournit une liste des organisations nationalistes, non exhaustive, classé par pays et continents. La liste ne comprend pas les gouvernements et les armées officielles.

## Afrique

### Afrique du Sud
- Black First Land First, mouvement nationaliste noir et panafricaniste, se réclamant du Mouvement de conscience noire
- Organisation du peuple azanien, parti nationaliste noir de libération nationale, proche du Mouvement de conscience noire
- Congrès panafricain d'Azanie - Nationalisme noir, ancien mouvement de libération proche du Mouvement de conscience noire
- Combattants pour la liberté économique - nationaliste de gauche, panafricaniste
- Congrès national africain - nationalisme modéré et panafricanisme, ancien mouvement de libération
- Parti Inkatha de la liberté - populiste, nationaliste Zoulous et conservateur
- Front de la liberté - nationalisme afrikaner modéré et séparatiste
- Parti national reconstitué - nationalisme boer, pro-apartheid, plus ancien parti de l'extrême-droite blanche sud-africaine
- Boerestaat Party, mouvement ethnique suprémaciste et séparatiste boer
- Mouvement de résistance afrikaner - mouvement suprémaciste blanc afrikaner

Anciens partis :
- Parti national - nationalisme afrikaner et républicanisme (opposé à la tutelle de la Monarchie britannique), à l'origine de l'apartheid (1948-1991)
- Ossewabrandwag - mouvement pan-afrikaner, opposée à la participation sud-africaine à la Seconde Guerre mondiale
- Mouvement de libération blanche (en) - groupuscule néo-nazi des années 80
- Mouvement national-socialiste de la nation sud-africaine (en) - mouvement national socialiste des années 30

### Zimbabwe
- Union nationale africaine du Zimbabwe - Front patriotique

Ancien parti : 
- Front rhodésien

## Amérique

### Amérique du Nord

#### Canada
- Conseil des Canadiens -
- Parti action canadienne
- Confederation of Regions Party of Canada
- Canada First - parti historique
- The Waffle -
- Western Block Party parti politique qui milite pour l'indépendance des quatre provinces de l'Ouest canadien

##### Nationalisme blanc (ethnique) / néonazi
- Garde aryenne (en)
- Canadian Heritage Alliance (en) un groupe suprémacisme blanc fondé à Kitchener-Waterloo (Ontario)[1],[2]. Le détective Terry Murphy de la London's Hate Crime Unit prétend que ce groupe avait des liens avec l'Heritage Front et le Tri-City Skins (en)[3].
- Heritage Front (en) une organisation néonazie[4] et suprémacisme blanc fondée en 1989 et dissoute vers 2005[5].
- Immigration Watch Canada (en), une association blanche anti-immigration, nationaliste et conservatrice.
- Parti National Socialiste du Canada, un parti néonazi fondé en 2006 par Terry Tremaine (en). Le drapeau de ce parti affiche une swastika rouge sur un fond bleu[6].
- National Socialist Party of Canada
- Northern Alliance
- Tri-City Skins (en), un groupe de suprémacisme blanc actif de 1997 à 2002 dans la région de Kitchener-Waterloo et Cambridge en Ontario. Selon la police, Tri-City Skins comptait 25 membres dans le sud-ouest de l'Ontario en octobre 2001[7],[8].
- Western Canada for Us (en) un groupe nationaliste blanc éphémère basé en Alberta fondé par Glenn Bahr et Peter Kouba au début 2004[9].
- Western Guard Party (en) (fondé en 1972 sous le nom de Western Guard), un groupe suprémacisme blanc basé à Toronto. Il provient de l'anti-Communist Edmund Burke Society qui avait été fondée en 1967 par Don Andrews, Paul Fromm, Leigh Smith et Al Overfield.

#### Nationaliste québécois
- Alliance laurentienne
- Bloc québécois
- Comité de libération nationale
- Chevaliers de l'indépendance
- Parti indépendantiste
- Parti république du Québec
- Parti québécois
- Front de libération du Québec - groupes armés indépendantistes des années 1960
- Jeunes patriotes du Québec - organisation nationaliste et progressiste
- Mouvement national des Québécoises et Québécois
- Rassemblement démocratique pour l’indépendance
- Rassemblement pour l'indépendance nationale
- Syndicalistes et progressistes pour un Québec libre

### États-Unis
- Ligue du Sud - nationaliste dixien, séparatiste.
- Proud Boys
- New Black Panther Party

#### Nationalisme blanc (ethnique)
- Renaissance américaine, un mensuel raciste publié par la New Century Foundation (en)
- Alliance nationale, un groupe fondé en 1974 par William Luther Pierce. Basé à Hillsboro en Virginie-Occidentale et principalement actif aux États-Unis, ce groupe accepte néanmoins des membres dans tous les pays, à condition d'être blanc et d'ascendance européenne non-juive.
- Association nationale pour l'avancement des personnes blanches (en)
- Parti de la liberté américaine
- Aryan Brotherhood of Texas (en)
- Aryan Nations
- Council of Conservative Citizens
- European-American Unity and Rights Organization (en)
- Front nationaliste
- Hammerskins, un gang de rue américain comptant uniquement des membres blancs, ou « Aryens ».
- Invisible Empire Knights of Ku Klux Klan, une organisation créée par David Duke dans la fin des années 1970 qui avait pour but de concurrencer le Ku Klux Klan d'où il venait d'être exclu[10].
- Ku Klux Klan (KKK)
- Légion noire
- Les chevaliers du camélia blanc
- Mouvement Nationaliste (en)
- Mouvement national-socialiste
- Mouvement Créativité (anciennement  Église mondiale du Créateur)
- National Vanguard (American organization) (en)
- National Policy Institute (en)
- The Occidental Quarterly (en)
- The Order
- Parti nazi américain
- Phineas Priesthood (en)
- Volksfront
- White Aryan Resistance
- White League
- Women of the Ku Klux Klan

#### Nationalisme néonazi
- Alliance nationale
- Parti de la liberté américaine
- Coalition nationaliste (en)
- Fraternité aryenne
- Front de libération national-socialiste
- Front nationaliste
- Heathens Motorcycle Club
- Gallows Tree Wotansvolk Alliance
- Ligue de Défense Chrétienne (en)
- Ligue national socialiste
- Mouvement Créativité (anciennement  Église mondiale du Créateur)
- Mouvement national-socialiste
- National Socialist Vanguard (en)
- National Vanguard (American organization) (en)
- Nazi Lowriders
- NSDAP/AO (1972) (en)
- Parti national socialiste du Maryland
- Parti nazi américain
- Resistance Records
- Revolutionary Order of the Aryan Republic
- Sadistic Souls Motorcycle Club (en)
- The Creativity Alliance
- The Forssaken Motorcycle Club
- White Aryan Resistance
- White Revolution (en)
- Division Atomwaffen

### Mexique
- Front nationaliste du Mexique, groupe nationaliste d'extrême droite
- Mexican Nationalist Army - légèrement à droite, anti-immigration, anti-Américain, anti suprématiste blanc, nationaliste
- Union nationale sinarchiste - groupe néofasciste d'extrême droite

## Asie

### Bangladesh
- Parti nationaliste du Bangladesh

### Cambodge
- Parti communiste du Kampuchéa
- Khmers rouges, branche militaire du Parti communiste du Kampuchéa

### Chine
- Parti communiste chinois

### Corée du Sud
- Notre Parti républicain
- Parti de la liberté de Corée
- Parti de la justice démocratique
- Pouvoir au peuple

### Inde
- Parti du peuple indien, un parti de droite nationaliste hindoue.
- Congrès national indien[11],[12]
- Rashtriya Swayamsevak Sangh, un groupe paramilitaire nationaliste hindou.
- Sangh Parivar
- Shiv Sena, un parti politique d'extrême droite ultranationaliste.
- Vishva Hindu Parishad

### Iran
- Mouvement de libération de l'Iran
- Front national
- Ligue aryenne - parti néonazi
- Parti Azur (en) parti néo-nazi
- Parti Aria (en) - parti d'extrême droite d'inspiration fasciste
- Parti de la Nation d'Iran - parti politique libéral et nationaliste
- Parti du Nouvel Iran - parti monarchiste, nationaliste et laïc
- Parti pan-iraniste d'Iran
- SUMKA - parti néonazi

### IraketSyrie
- Parti Baas - Panarabisme laïque
- Parti social nationaliste syrien

### Israël
- Front national juif
- HaTzionut HaDatit
- Israel Beytenou - parti politique prônant le national-conservatisme et le sionisme révisionniste
- Kach et Kahane Chai - kahaniste, sioniste religieux et ultranationaliste
- Le Foyer juif - parti politique prônant le sionisme religieux et le nationalisme religieux
- Likoud - parti politique prônant le national-libéralisme et le sionisme révisionniste
- Nouvelle Droite - parti politique de droite, sioniste, nationaliste et conservateur
- Otzma Yehudit - extrême droite, ultranationaliste, conservateur et sioniste religieux
- Parti national religieux (2023) - nationaliste religieux
- Union des partis de droite
- Union nationale
- Yamina

### Japon
- Association des citoyens contre les privilèges spéciaux des Coréens du Japon
- Armée des volontaires pour punir les traitres
- Association pour la restauration du Japon
- Issuikai
- Ishin Seito Shimpu (en)
- Japan Nation Party (en)
- Parti libéral-démocrate
- Société du Dragon noir

### Kazakhstan
- Nour-Otan

### Pakistan
- Ligue musulmane du Pakistan (Z) - parti d'extrême droite nationaliste
- Muttahida Majlis-e-Amal - droite à extrême droite, nationaliste religieux
- Parti Qaumi Watan - nationalisme pachtoune

#### Baloutchistan
- Balochistan Liberation Army
- Front de libération du Baloutchistan
- Baluch People's Liberation Front
- Popular Front for Armed Resistance
- Baluchi Autonomist Movement

#### Sind
- Jeay Sindh Muttahida Mahaz (en) - nationaliste, Libéral, mouvement de libération
- Sindhudesh Liberation Army (en) - Militant, mouvement de libération
- Jeay Sindh Qoumi Mahaz - nationaliste, mouvement de libération

### Palestine
- Fatah
- Hamas
- Jihad islamique palestinien
- Organisation de libération de la Palestine

### Sri Lanka
- Tigres de libération de l'Îlam tamoul (Tigres tamouls) - indépendantiste

### Taïwan
- Kuomintang

### Turkménistan
- Parti démocratique du Turkménistan

### Viêt Nam
- Việt Minh - communiste, nationaliste
- Front national de libération du Sud Viêt Nam – communiste, nationaliste, socialiste

## Europe

### Allemagne
- Alternative pour l'Allemagne - parti politique eurosceptique et souverainiste
- Parti national-démocrate d'Allemagne - ethnique
- Union populaire allemande - ethnique
- German League for People and Homeland (en)
- Les Républicains
- Deutsche Heidnische Front (de)
- Gesinnungsgemeinschaft der Neuen Front
- Offensive nationale
- Alternative allemande (de)
- Free German Workers' Party
- Action Front of National Socialists/National Activists
- Front Nationaliste (de)
- People's Socialist Movement of Germany/Labour Party
- Viking Youth
- Parti socialiste du Reich
- Parti impérial allemand
- Deutsche Rechtspartei (en)
- Nationalsozialistischer Untergrund
- Wiking-Jugend
- Artgemeinschaft
- Autonome Nationalisten
- Die Rechte
- Der III. Weg
- Union sociale allemande (en)

### Autriche
- Kameradschaftsring Nationaler Jugendverbände, un cercle de jeunesse autrichienne néo-nazie.
- Parti de la liberté d'Autriche - parti politique de droite ou d'extrême droite, national-conservateur, eurosceptique, populiste et anti-immigration

### Belgique
- Alliance néo-flamande, Nationalisme flamand de centre droit ou de droite
- Blood and Honour Vlaanderen, groupe néonazi
- Intérêt flamand, parti politique de droite ou d'extrême droite flamand
- L'Assaut, groupe néonazi
- Racial Volunteer Force
- Vlaamse Militanten Orde, groupe nationaliste flamand, parfois considéré comme néonazi
- Sang-Terre-Honneur et Fidélité, groupe néonazi flamand
- Westland New Post, groupe néonazi
- Schild en Vrienden

### Bosnie-Herzégovine
- Mouvement de la fierté nationale bosniaque (Bosanski Pokret Nacionalnog Ponosa BMNP), groupe d'extrême droite nationaliste fondé en janvier 2009.
- Parti croate du droit de BiH
- Parti démocratique serbe, considéré comme un parti conservateur et nationaliste, il défend les intérêts des Serbes de Bosnie
- Union démocratique croate 1990

### Chypre
- Organisation nationale des combattants chypriotes, organisation paramilitaire anticommuniste et pro-grecque, active de 1955 à 1959, qui combattait pour la fin de l’occupation britannique de Chypre, pour l’autodétermination de l’île et son rattachement à la Grèce.
- EOKA-B organisation paramilitaire chypriote grecque, active de 1971 à 1974, d'inspiration nationaliste, œuvrant pour le rattachement de l'île de Chypre à la Grèce.
- Organisation turque de résistance organisation paramilitaire chypriote turque.
- Front populaire national, parti d'extrême droite ultranationaliste
- Union des Chypriotes - nationaliste chypriote

### Croatie
- Authentique parti croate des droits (en)
- Parti croate du droit
- Parti croate du droit – Ante Starčević
- Parti croate du droit 1861
- Pur parti croate du droit , parti croate d'extrême droite nationaliste.

### Espagne
- Alliance nationale
- Alternativa Española
- Bloc nationaliste galicien
- Valencià Bloc nationaliste valencien
- Chunta Aragonesista
- Coalition canarienne
- Démocratie nationale
- España 2000
- FE-JONS
- Falange Española Independiente
- FE-La Falange
- FET y de las JONS
- Front espagnol
- JONS
- Mouvement social républicain
- Nueva Canarias
- Parti andalou
- Phalange espagnole - fasciste
- Union du peuple galicien
- Vox

#### Asturies
- Andecha Astur - indépendantiste de gauche
- Andecha Obrera - groupe armée d'extrême gauche indépendantiste
- Conceyu Nacionalista Astur - indépendantiste de gauche (Marxiste, socialiste et anarchiste) (défunt)
- Movimiento Comunista d'Asturies - Parti maoïste en faveur de l'autodétermination (défunt)
- Union nationaliste asturienne - indépendantiste de gauche (fondée en 2007)

#### Catalogne
- Armée populaire catalane organisation armée clandestine, active entre 1976 et 1980
- Boixos Nois (en), Hooligans.
- Gauche républicaine de Catalogne - parti politique nationaliste catalan de gauche
- Parti socialiste de libération nationale des Pays catalans - un parti nationaliste catalan, d'inspiration communiste et défendant l'indépendance des Pays catalans.
- Plateforme pour la Catalogne, parti politique d'extrême droite, dissous dans Vox en 2019
- Terra Lliure - groupes armées indépendantiste de gauche

#### Pays basque
- Amaiur parti indépendantiste de gauche
- Basque National Liberation Movement - union virtuel des partis indépendantistes de gauche
- Batasuna - indépendantiste de gauche (bannie de l’Espagne mais pas de la France)
- Bildu  coalition politique indépendantiste de gauche.
- Eusko Alkartasuna
- ETA -organisation armée basque indépendantiste d'inspiration marxiste (révolutionnaire) active depuis les années 60
- Eusko Langileen Alkartasuna
- Haika, Segi et Jarrai - organisation de jeunes indépendantistes de gauche (bannie de l’Espagne)
- Herri Batasuna
- Langile Abertzaleen Batzordeak - Syndicat indépendantistes de gauche
- Parti communiste des terres basques
- Parti nationaliste basque
- Action nationaliste basque
- Aralar (parti politique)
- Abertzaleen Batasuna  parti politique nationaliste

### Estonie
- Vaps Movement - historique
- Parti de l'indépendance estonienne - Parti d'extrême-droite de tendance nationaliste et eurosceptique
- Parti populaire conservateur d'Estonie - droite à extrême droite, eurosceptique, national-conservateur et populiste

### Finlande
- Front bleu et blanc
- Vrais Finlandais - parti politique finlandais populiste et eurosceptique.
- National Socialist Workers' Party - Nationaliste
- Soldiers of Odin
- Suomen Sisu - association se définissant comme nationaliste et patriotique

### France
- Action française
- Croix-de-feu - extrême droite
- Debout la France[13]
- Dissidence française
- Fédération d'action nationale et européenne
- Front national
- Groupes nationalistes révolutionnaires
- Groupe union défense
- Jeunesses nationalistes révolutionnaires
- Jeunesses patriotes
- Les Identitaires
- Les Patriotes
- Ligue du Sud
- Nissa Rebela
- Nouvelle résistance
- Parti de la France
- Parti des forces nouvelles
- Rassemblement national
- Renouveau français
- Réseau radical
- Troisième Voie
- Union populaire républicaine
- Unité radicale
- Reconquête!

#### Bretagne
- Adsav
- Parti pour l'organisation de la Bretagne libre
- Sav Breizh
- Strollad ar Vro
- Young Bretons Movement/Ar Vretoned Yaouank (en)

#### Corse
- A manca naziunale
- Corsica Nazione
- Ghjuventù indipendentista
- Parti de la nation corse
- Presenza Naziunale
- Resistenza Corsa
- Syndicat des travailleurs corses

#### Normandie
- Mouvement Normand

#### Pays basque
- Parti nationaliste basque

#### Savoie
- Ligue savoisienne

### Géorgie
- Parti conservateur de Géorgie
- Free Georgia (en)
- Georgian March (en)
- Georgian Troupe (en)
- Mkhedrioni (en)

### Grèce
- Alerte populaire orthodoxe
- Aube dorée
- Conscience populaire nationale
- Grecs pour la Patrie
- Grecs indépendants
- Ligne de front (en)
- Parti national socialiste grec
- Union nationale de Grèce
- Néa Dexiá
- Parti du 4-Août - Metaxisme
- Union patriotique populaire grecque
- Unité nationale (en)

### Hongrie
- Fidesz, parti politique national-conservateur, populiste et eurosceptique
- Force et détermination - microparti d'extrême droite, issu d'une scission du Jobbik
- Front national hongrois - ancien parti néonazi, qui a existé de 1989 à 2016
- Jobbik - parti politique de droite ou d'extrême droite
- Mouvement de jeunesse des soixante-quatre comitats - mouvement de jeunesse irrédentiste
- Mouvement Notre patrie - parti politique d'extrême droite, issu d'une scission du Jobbik
- Mouvement Pax Hungarica - groupe néonazi, qui a existé de 2008 à 2017
- Parti de l'intérêt hongrois - parti d'extrême droite, qui a existé de 1993 à 2005
- Parti hongrois de la justice et de la vie - parti politique de droite ou d'extrême droite, nationaliste, conservateur et eurosceptique

### Irlande
- Jeune Irlande
- Fenian Brotherhood
- Armée républicaine irlandaise - organisation historique, a mené la guerre d'indépendance
- Armée républicaine irlandaise provisoire - organisation moderne, active pendant le conflit nord-irlandais.
- Armée républicaine irlandaise de la Continuité et Armée républicaine irlandaise véritable - petits groupes dissidents, opposés au processus de paix
- Sinn Féin - républicain de gauche
- Parti social-démocrate et travailliste - parti modéré
- Irish Parliamentary Party
- Parti national (en)
- Identité Irlande (en)

### Italie
- CasaPound - parti politique d'extrême droite, néofasciste et ultranationaliste.
- Droites unies - extrême droite, nationaliste et national-conservatrice
- Forza Nuova - parti politique d'extrême droite, néofasciste et ultranationaliste fondé en 1997
- Frères d'Italie - Alliance nationale - supporteur du droit du sang et national-conservateur
- La Droite - droite
- Mouvement social - Flamme tricolore - parti politique d'extrême droite fondé par Pino Rauti en 1995.
- Mouvement social italien – Droite nationale - parti politique néofasciste, ayant existé entre 1946 et 1995, héritier du Parti national fasciste
- Mouvement Fascisme et Liberté - parti politique d'extrême droite, néofasciste et antisioniste, issu d'une scission du Mouvement social italien – Droite nationale
- Parti fasciste républicain
- Parti national fasciste - gouverne l’Italie de 1922 à 1943

### Lettonie
- Alliance nationale - parti politique national-conservateur et populiste
- Tout pour la Lettonie ! - parti politique nationaliste et conservateur.

### Malte
- Imperium Europa
- Mouvement patriotique maltais
- Parti nationaliste

### Norvège
- Odalisme - parti néonazi
- Nasjonal Samling - nationalisme, conservatisme
- Mouvement national-socialiste de Norvège (en) - parti néonazi
- Vigrid (en) - parti néonazi

### Portugal
- Chega
- Ergue-te
- Union nationale - parti unique, salazariste

### Royaume-Uni
À l'échelle nationale :
- Action nationale - groupe néonazi formé en 2013
- Britain First - parti politique formé d'ex-membres du Parti national britannique.
- Parti national britannique - nationalisme britannique, Extrême droite
- Front national britannique - Extrême droite
- Union britannique des fascistes - fasciste, défunte
- Ligue des loyalistes de l'Empire - Extrême droite, impérialiste, défunte

#### Angleterre
- English Democrats Party

#### Écosse
- Parti national écossais - centre gauche, séparatiste
- Grand Orange Lodge of Scotland (en) - loyaliste

#### Irlande du Nord/Ulster
- Force volontaire d'Ulster - groupe paramilitaire loyaliste
- Ulster Defence Association - groupe paramilitaire Loyalisme
- Volontaires protestants de l'Ulster - groupe paramilitaire loyaliste et populiste
- Force volontaire loyaliste - groupe paramilitaire loyaliste et fondamentaliste

#### Pays de Galles
- le parti du pays de Galles - progressiste, séparatiste
- Free Wales Army
- Mudiad Amddiffyn Cymru- paramilitaire

### Serbie
- Action serbe
- Alignement national, organisation néonazie, interdite en 2012
- Conseil de l'unité serbe (en)
- Mouvement 1389
- Mouvement Dveri
- Mouvement Léviathan (en)
- Obraz - organisation nationaliste de Serbie, bannie depuis 2012.
- Parti de l'unité serbe
- Parti radical serbe
- Parti démocratique de Serbie

### Slovaquie
- Nous sommes une famille - parti nationaliste et conservateur, classé entre la droite et l'extrême droite
- Parti national slovaque - nationaliste de droite ou d'extrême droite
- Parti populaire slovaque - fasciste clérical et national-catholique, actif de 1913 à 1945
- Parti populaire « Notre Slovaquie » - parti ultranationaliste d'extrême droite, néofasciste voire néonazi

### Suède
- Alternative pour la Suède (en)
- Démocrates de Suède, parti de droite nationaliste, souverainiste et eurosceptique
- Front national-socialiste (en), a existé de 1954 à 2008 et reformé sous le nom de Parti des suédois (en)
- Mouvement de résistance nordique, parti fondé en 1997.
- Nationaux-démocrates, a existé de 2001 à 2014.
- Parti des Suédois (en) - nationaliste blanc
- Parti du Reich nordique, parti politique néonazi
- Résistance blanche aryenne (en)

### Turquie
- Brigade de vengeance turque (en)
- Ergenekon
- Loups gris - néo-fasciste
- Parti d'action nationaliste
- Parti de l'union Ötüken - panturquiste et ultranationaliste
- Parti de la grande unité - islamiste et ultranationaliste
- Parti de la nation
- Parti de la patrie
- Parti des droits et de l'égalité (en)
- Parti national
- Parti nationaliste et conservateur
- Parti pour une Turquie indépendante
- Le Bon Parti - kémaliste et nationaliste

### Ukraine
- Assemblée sociale-nationale
- Congrès des nationalistes ukrainiens
- Organisation des nationalistes ukrainiens
- Parti social-national d'Ukraine - parti d'extrême droite décrit comme néonazi et à l'origine de Svoboda
- Patriotes d'Ukraine
- Régiment Azov
- Secteur droit
- Svoboda
- Tryzoub
- Union nationale de l'Ukraine

## Océanie

### Australie
- Action nationale (Australie) (en) - parti nationaliste, parfois qualifié de néonazi
- Antipodean Resistance
- Australia First Party (en) - extrême droite, ultranationaliste voire néonazi
- Ligue de la jeunesse patriotique (en), organisation de jeunesse néonazie
- Mouvement nationaliste australien (en)
- Parti national conservateur de Fraser Anning (en) - nationaliste, conservateur et anti-immigration
- Pauline Hanson's One Nation - droite, anti-immigration, nationaliste, conservateur, populiste
- Pauline's United Australia Party (en) - droite, nationaliste, protectionniste, conservateur
- United Patriots Front (en)

### Fidji
- George Speight et d'autre participants au coup d'État de 2000

### Nouvelle-Zélande
- Front national néo-zélandais
- Nouvelle-Zélande d'abord - populiste, conservateur, nationaliste